# Heliophanillus conspiciendus
Heliophanillus conspiciendus är en spindelart som beskrevs av Wesolowska, van Harten 20. Heliophanillus conspiciendus ingår i släktet Heliophanillus och familjen hoppspindlar. Inga underarter finns listade i Catalogue of Life.